# Barbatula
Barbatula é um gênero de Actinopterygii pertencente aos Balitorídeos.
Possui as seguintes espécies:
- Barbatula altayensis S. Q. Zhu, 1992
- Barbatula barbatula (Linnaeus, 1758)
- Barbatula cobdonensis (Gundrizer, 1973)
- Barbatula conilobus Prokofiev, 2016[2]
- Barbatula dgebuadzei (Prokofiev, 2003)
- Barbatula dsapchynensis Prokofiev, 2016[2]
- Barbatula golubtsovi (Prokofiev, 2003)
- Barbatula markakulensis (Men'shikov, 1939)
- Barbatula minxianensis (X. T. Wang & S. Q. Zhu, 1979)
- Barbatula nuda (Bleeker, 1864)
- Barbatula oreas (D. S. Jordan & Fowler, 1903)
- Barbatula potaninorum (Prokofiev, 2007)
- Barbatula quignardi (Băcescu-Meşter, 1967)
- Barbatula restricta Prokofiev, 2015[3]
- Barbatula sawadai (Prokofiev, 2007)
- Barbatula sturanyi (Steindachner, 1892)
- Barbatula tomiana (Ruzsky (ru), 1920)
- Barbatula toni (Dybowski, 1869)[4]
- Barbatula zetensis (Šorić, 2000)